# タイガー・炎の3兄弟
『タイガー・炎の3兄弟』（タイガー・ほのおの3きょうだい、原題：Hum）は、1991年に公開されたインドのクライム・アクション映画。ムクル・S・アーナンドが監督を務め、アミターブ・バッチャン、ラジニカーント、ゴーヴィンダー、キミ・カトカール、ディーパ・サーイ、シルパ・シロドカール、ダニー・デンゾンパ、アヌパム・カー、カディル・カーンが出演している。1990年代におけるバッチャンのヒット作の一つであり、1992年にフィルムフェア賞 主演男優賞を受賞した。映画は1991年公開のインド映画で2番目の興行収入を記録した。

## キャスト
- タイガー（シェカール・マルホートラ） - アミターブ・バッチャン
- クマール・マルホートラ - ラジニカーント
- ヴィジャイ・マルホートラ - ゴーヴィンダー（英語版）
- ジュンマ（ジュマリナ・ゴンサルヴェス） - キミ・カトカール（英語版）
- アルティ・クマール・マルホートラ - ディーパ・サーイ（英語版）
- アニタ・プラタプ・シンハ - シルパ・シロドカール（英語版）
- ジョティ・クマール・マルホートラ - サンジャナー（英語版）
- バクタワール - ダニー・デンゾンパ
- ギリダール警部 - アヌパム・カー
- ラーナー・プラタープシン将軍（チッター） - カディル・カーン（英語版）
- ゴンサルヴェス - ロメシュ・シャルマ（英語版）
- ハヴァルダール・アルジュン・シン - アンヌー・カプール
- プラタープ - ディーパク・シルケ（英語版）
- スタック・アタック - シヴァ・リンダニ（英語版）
- タイガーの義母 - アシャ・シャルマ
- トマト屋 - グッディ・マルティ（英語版）
- 学長 - ヴィジュ・コーテ（英語版）
- アルティの母 - シャンミー（英語版）

## 製作
撮影はムンバイ、ウダカマンダラム、モーリシャスなど様々な場所で行われた。ムクル・S・アーナンドは「主人公タイガーがヴィジャイの警察学校入学を手助けする」というシーンについてラジニカーントと議論し、アーナンドは映画に相応しくないと判断して脚本からシーンを除去した。しかし、ラジニカーントは長編映画の脚本としての可能性を感じ、1995年に出演した『バーシャ! 踊る夕陽のビッグボス』にシーンを盛り込んだ。サウンドトラック・アルバムは150万枚を売り上げた。

## 興行収入
興行収入は1億6750万ルピーを記録し、純利益は9250万ルピーとなった。